# Gossudarstwenny Standart
Gossudarstwenny Standart (GOST) (russisch Государственный Стандарт (ГОСТ), wiss. Transliteration Gosudarstvennyj Standart, übersetzt „Staatlicher Standard“) bezeichnet sowjetische bzw. russische Normen.

## Chiffrierung
Einer GOST-Norm ist üblicherweise die Bezeichnung GOST in kyrillischen Buchstaben vorangestellt, auf die die Nummer der Norm, ein Bindestrich und eine abschließende zweistellige Zahl folgen. Diese bezeichnet das Jahr der Ausarbeitung der Norm, das sich aber nicht zwingend mit dem Jahr ihres Inkrafttretens deckt.
Beispiel: ГОСТ 10691-84 (Lichtempfindlichkeit von fotografischem Material, in der Fassung von 1984)

## Herausgeber
Der Herausgeber der GOST-Normen (Normensbestimmungen), die nationale Normungsorganisation (ähnlich dem deutschen DIN oder dem amerikanischen ANSI), besteht seit 1925 und änderte im Lauf ihrer Geschichte mehrmals ihren Namen und ihre Organisationsform. Seit 2004 heißt sie Federalnoje agentstwo po technitscheskomu regulirowaniju i metrologii (russ. Федеральное агентство по техническому регулированию и метрологии, wiss. Transliteration Federal’noe agentstvo po techničeskomu regulirovaniju i metrologii, übersetzt „Föderale Agentur für technische Regulierung und Metrologie“). Sie untersteht der Regierung der Russischen Föderation, Geschäftssitz ist Moskau. Dienstleistungsfirmen arbeiten mit dem Institut der Russischen Föderation zusammen und lassen es  zertifizieren.

## Zertifizierung nach GOST
Es besteht Zertifizierungspflicht für Waren, die in die Russische Föderation eingeführt werden. Diese Zertifizierungspflicht ist vergleichbar mit der ISO-Zertifizierung. Da Russland die genannten Qualitätsstandards und Normen nicht als solche anerkennt, muss die Konformität der zu exportierenden Produkte mit den russischen Standards und Vorschriften überprüft und nachgewiesen werden. Produkte ohne Zertifizierung finden in den meisten Fällen keine Käufer oder müssen unter Wert verkauft werden.
Die ausgestellten Zertifikate sind ein zwingender Bestandteil der nötigen Exportpapiere für die russischen Zollbehörden. Für Hersteller mit Besitz eines ein- oder dreijährigen Serienzertifikates ist die Beilage einer beglaubigten Kopie des Originalzertifikates ausreichend.
GOST-Zertifikate stellen im russischen Inlandsmarkt ein wesentliches Qualitätsmerkmal dar, welches eine nicht zu unterschätzende Werbewirkung erzielt. Das Zertifikat wird vom Endverbraucher als Ausdruck hoher Qualität wahrgenommen und führt nicht selten zu steigenden Umsätzen.
Weiterhin sind Groß- und Einzelhändler im russischen Inlandsmarkt wie auch Industriebetriebe dazu verpflichtet, die Zertifikate auf Anfrage eines Kunden oder öffentlicher Inspektoren vorzulegen.
GOST-Zertifikate werden für folgende Produktgruppen benötigt:
- Baumaterialien
- Elektronische Geräte
- Elektronische und technische Anlagen
- Industrielle  Anlagen und Maschinen
- Kosmetik
- Öl- und Gasindustrie
- Nahrungsmittel und Verpackung
- Spielzeug
- Textilien